# Поляков, Владимир Абрамович
Влади́мир Абра́мович Поляко́в (1864, Керчь — 10 мая 1939) — русский и французский издатель и предприниматель. Владелец и издатель немецкоязычной эмигрантской газеты «Pariser Tageblatt». 

## Биография
Родился в 1864 году в Керчи, в семье керченского мещанина Абрама-Ицека (Аврума-Ицхока) Гершевича Полякова (Поляка, ?—1921). Мать, Неха Полякова, умерла когда он был ребёнком. В 1873 году семья переехала в Маяки, затем (не позднее 1876 года) в Одессу, где отец вместе с братом Хаимом—Дувидом Гершевичем Поляковым (1850—?) открыл конфетную фабрику на Базарной улице, дом № 8. Им же принадлежал двухэтажный дом и флигель на Базарной улице, № 12, где жили семьи обоих братьев. 
Получил фармацевтическое образование и к 1890 году работал аптекарским помощником в Одессе; в 1895 году владел аптекарским магазином на Большой Арнаутской улице. Был управляющим конторой газеты «Одесские новости». Переезжает в Санкт-Петербург и становится исполнительным директором «Л. и Э. Метцль и Ко.», одного из первых рекламных агентств в России, созданного Людвигом Метцлем в 1878 году. Директором Поляков стал после того, как его сестра вышла замуж за одного из сыновей братьев Метцлей. В это время, по некоторым сообщениям, придумал для агентства лозунг «Объявление есть двигатель торговли». В 1907—1917 гг. издавал петербургскую газету «Современное слово», был тесно связан с газетой Милюкова «Речь». 
После революции 1917 года Поляков в 1920 году переезжает сначала в Париж, потом — в Берлин. В 1924 году, Поляков вместе с семьёй возвращается в Париж. В Париже в 1924—1926 гг. участвует в издании художественного журнала «Жар-птица». Также участвует в издании газеты «Звено» Максима Винавера и заведует отделом объявлений в газете Милюкова «Последние новости».

## Семья
- Первая жена — Юдифь (Иегудес) Абрамовна Полякова (1865—1901)[20]. Дочери Евгения (1890)[9]; Лидия (1894)[21], Елизавета (1901)[1].
- Вторая жена — Фанни Полякова (1864—1940). Сын — Леон Поляков, историк, исследователь антисемитизма.
- Братья — журналисты Александр Абрамович Поляков и Виктор Абрамович Поляков (1886—1942)[3][22][23].
- Племянник — Борис Гроссер, художник. Племянница — София Викторовна Полякова, филолог‑классик, византинист, исследователь русской литературы[3].
- Сестра Злата (1868—?) была замужем за Владимиром Йось-Мордковичем (Марковичем) Шульзингером, сыном издателя одесской газеты «Новое обозрение» Марка Цалевича Шульзингера (1819—1907)[24]; их племянник — писатель Александр Козачинский[5].

### Издание газетыPariser Tageblatt
В декабре 1933 года Поляков начинает издавать единственную в Париже немецкоязычную ежедневную антигитлеровскую газету. Газета была названа de:Pariser Tageblatt («Парижская ежедневная газета»). Главным редактором стал Георг Бернхард. 11 июня 1936 года газета выходит с передовицей, в которой рассказывается, что Владимир Поляков продал газету Артуру Шмольцу, директору пропаганды немецкого посольства в Париже, и Pariser Tageblatt вскоре станет органом нацистской печати. В передовице также сообщалось о вновь созданной газете Pariser Tageszeitung, куда уходили Бернхард и другие антинацистски настроенные журналисты. Полякову удаётся выпустить ещё только два номера газеты, в которых он опровергал обвинения Бернхарда. Последний номер Pariser Tageblatt вышел 14 июня 1936 года.
В июле 1936 года действия Полякова разбирал суд чести, в котором участвовали многие известные евреи, в том числе Генрих Слиозберг, Владимир Жаботинский, Нехемия Финкельштейн. Суд чести полностью оправдал Полякова. В ответ Бернхард обвинил этот суд в предвзятости, заметив, что он был составлен, в основном, из друзей Полякова. В марте 1937 года комитет немецких журналистов-эмигрантов, напротив, счёл, что Бернхард действовал исходя из добрых намерений, Полякова поддержала лишь малая часть комитета. В апреле перед Исправительным судом Парижа предстали пятеро бывших служащих газеты, которые взяли перечни рассылки и редакционные материалы газеты. Обвиняемые оправдывали свои действия тем, что они боялись попадания имён беженцев в руки нацистов. Три из пяти обвиняемых были оштрафованы. В июне 1937 года Поляков подал в суд на Бернхарда за клевету и выиграл — Бернхард был оштрафован на 2000 франков и ему было предписано выплатить Полякову 10 000 франков для компенсации морального ущерба. Бернхард пытался обжаловать решение в суде высшей инстанции, но в 1938 году окончательно проиграл. Несмотря на победу в суде, Поляков был разорён и здоровье его было подорвано. 10 мая 1939 года он умер.
Фактической подоплекой конфликта было то, что Поляков, как политический эмигрант из России и соратник одного из лидеров партии кадетов Максима Винавера, придерживался не только антинацистских, но антикоммунистических взглядов, что не устраивало более левых по убеждениям членов редакции.

### Комментарии
1. ↑  Варианты — лозунг был придуман Метцлем, либо придуман Метцлем вместе с Поляковым